# حسن آریان‌فرد
حسن آریان‌فرد (زادهٔ ۱۸ اکتبر ۱۹۴۸) یک دوچرخه‌سوار سابق اهل ایران است، که هم‌چنین به‌نام حسن فرد نیز شناخته می‌شود. او در بازی‌های المپیک تابستانی ۱۹۷۶ شرکت داشت.